# Вејдман (Мичиген)
Вејдман (енгл. Weidman) насељено је место без административног статуса у америчкој савезној држави Мичиген.

## Демографија
По попису из 2010. године број становника је 959, што је 80 (9,1%) становника више него 2000. године.
| Група             | 2000.       | 2010.       |
| Белци             | 829 (94,3%) | 880 (91,8%) |
| Афроамериканци    | 3 (0,3%)    | 9 (0,9%)    |
| Азијати           | 2 (0,2%)    | 3 (0,3%)    |
| Хиспаноамериканци | 9 (1,0%)    | 15 (1,6%)   |
| Укупно            | 879         | 959         |